# Stanisław Śledź
Stanisław Śledź (ur. 16 listopada 1926 w Sosnowcu) – polski oficer Wojsk Łączności, inżynier,  pułkownik ludowego Wojska Polskiego, doktor nauk wojskowych, Sekretarz Generalny Polskiego Stowarzyszenia Filmu Naukowego.

## Przebieg służby
- 1945–1946 – podchorąży Oficerskiej Szkoły Łączności w Zamościu i w Sieradzu
- 1946–1949 – dowódca plutonu i dowódca Kompanii Szkolnej 35 Batalionu Łączności 14 Dywizji Piechoty w Siedlcach
- 1950–1952 – szef sztabu 35 Batalionu Łączności 14 Dywizji Piechoty w Wałczu
- 1952–1953 – słuchacz Kursu Doskonalenia Oficerów Łączności
- 1953-1954 – szef sztabu 38 Batalionu Łączności 1 Korpusu Armijnego w Wałczu
- 1955–1959 – dowódca 28 Batalionu Łączności 8 Dywizji Zmechanizowanej w Koszalinie
- 1960-1972 - starszy pomocnik do spraw szkolenia żołnierzy wojsk łączności szefa Oddziału Szkolenia Rezerw Osobowych w Inspektoracie Szkolenia MON
- 1964-1965 - członek Międzynarodowej Komisji Kontroli i Nadzoru w Wietnamie
- 1973-1978 – starszy pomocnik szefa Oddziału Planowania i Programów Szkolenia w Zarządzie Szkolenia Bojowego Inspektoratu Szkolenia MON
- 1979-1990 – szef Oddziału Szkolenia Bojowego Głównego Zarządu Szkolenia Bojowego WP w Warszawie

Ukończył również cywilne i wojskowe studia wyższe. W stan spoczynku przeszedł 28 listopada 1990 roku, po 45 latach zawodowej służby wojskowej. Od 1971 jest działaczem Polskiego Stowarzyszenia Filmu Naukowego, wieloletni Sekretarz Generalny stowarzyszenia. Jest członkiem Światowego Związku Polskich Żołnierzy Łączności oraz Związku Żołnierzy Wojska Polskiego.

## Awanse
- 1946 – podporucznik
- 1949 – porucznik
- 1952 – kapitan
- 1957 – major
- 1961 – podpułkownik
- 1973 – pułkownik

## Publikacje
- Po obu stronach rzeki Ben Hai. Wietnam - strefa zdemilitaryzowana na 17 równoleżniku, Przegląd Historyczno-Wojskowy, 2011, tom 12 (63)

## Odznaczenia
- Krzyż Oficerski Orderu Odrodzenia Polski
- Krzyż Kawalerski Orderu Odrodzenia Polski
- Złoty Krzyż Zasług
- Srebrny Krzyż Zasług
- Medal 40-lecia Polski Ludowej
- Złoty Medal „Siły Zbrojne w Służbie Ojczyzny”
- Srebrny Medal „Siły Zbrojne w Służbie Ojczyzny”
- Brązowy Medal „Siły Zbrojne w Służbie Ojczyzny”
- Złoty Medal „Za Zasługi dla Obronności Kraju”
- Srebrny Medal „Za Zasługi dla Obronności Kraju”
- Brązowy Medal „Za Zasługi dla Obronności Kraju”
- Medal Komisji Edukacji Narodowej
- doroczna nagroda „Przeglądu Wojsk Lądowych” (6 razy)
- Medal Wyzwolenia I klasy Republiki Wietnamu Południowego
- inne odznaczenia i wyróżnienia

## Źródła
- Księga Sieradzkich Żołnierzy Łączności, Wyd. Światowy Związek Polskich Żołnierzy Łączności, Oddział w Sieradzu oraz Stowarzyszenie Przyjaciół 15. Sieradzkiej Brygady Wsparcia Dowodzenia, str. 115
- Pół wieku Przeglądu Wojsk Lądowych